# 儒勒·马萨林
儒勒·马萨林（法語：Jules Mazarin，發音：[ʒyl mazaʁɛ̃]），出生时姓名朱利奥·拉伊蒙多·馬扎里諾（義大利語：Giulio Raimondo Mazzarino，發音：[ˈdʒuːljo raiˈmondo maddzaˈriːno]；1602年7月14日—1661年3月9日），又译儒勒·马扎然，法国外交家、政治家，法国国王路易十四时期的枢密院首席大臣（1643年－1661年）及枢机主教。任內結束三十年戰爭，並替法國獲得不少重要領土；但是1648年發生的投石黨之亂，使得仍與西班牙作戰的法國，陷入內憂外患中，一直到1658年才在沙丘戰役取得對西班牙的勝利而結束戰爭，替之後路易十四的霸業打下初步的基礎。

## 生平
生于那不勒斯王国阿布鲁齐地区的佩希纳，早年入罗马的耶稣会士学校，后入馬德里康普頓斯大學（當時仍位於埃納雷斯堡）学习法律。1624年進入宗座瑞士近衛隊擔任上尉，此后进入聖座外交部门任职。1630年1月28日，作为教宗乌尔巴诺八世的使节为调解法国、西班牙冲突而去法国，在出色的達成任務之後，他因此谒见法国首席大臣黎塞留，受到器重，1639年入籍法国。1641年黎塞留提名马萨林任樞機，并在临终前将他推荐给路易十三。1642年马萨林进入枢密院。一年後，擔任幼王路易十四的首席大臣、教父，并得到太后奧地利的安妮的宠信。

## 法兰西首席大臣

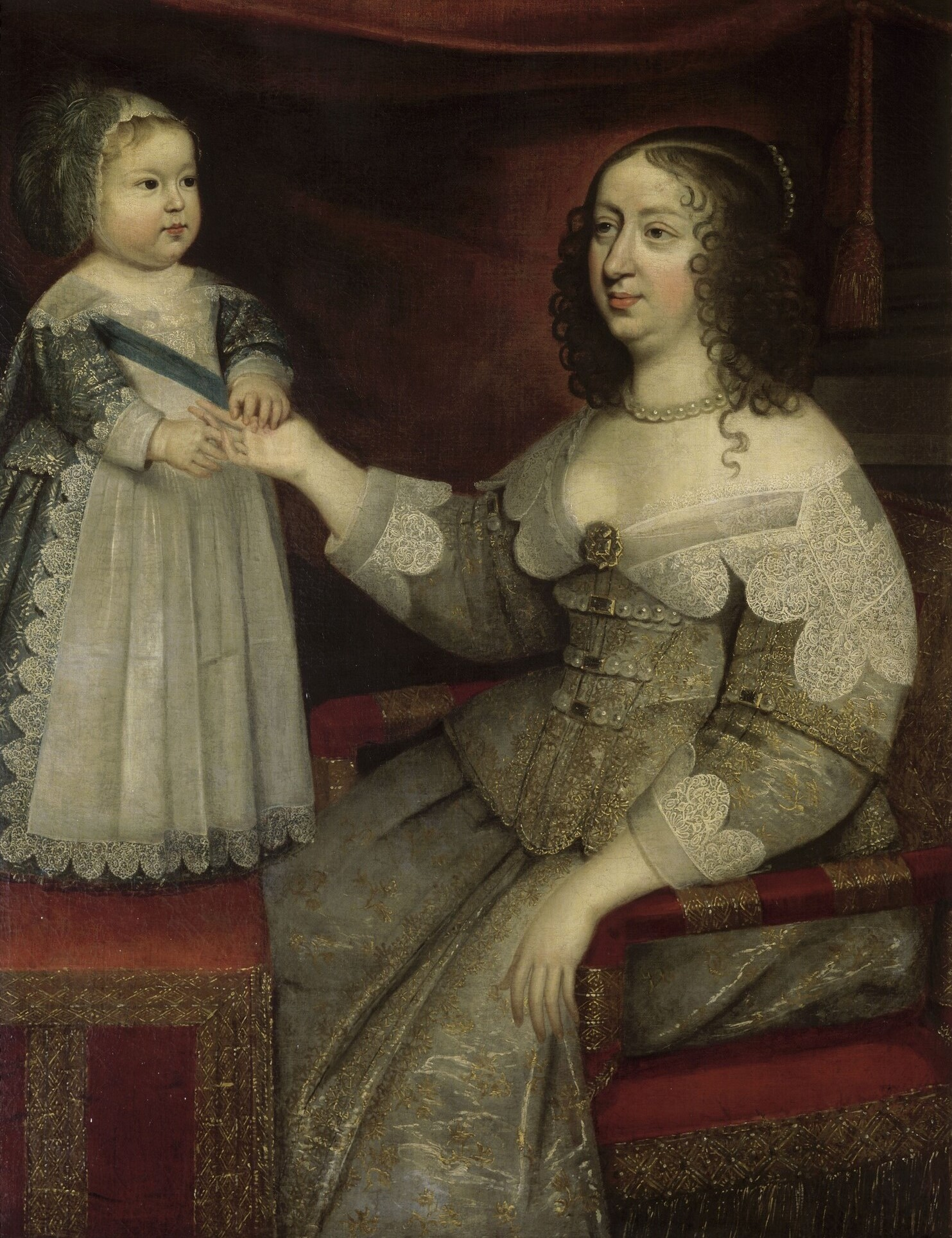
王太后奧地利的安妮與嬰兒時的路易十四。太后出身敵對的哈布斯堡家族，長期遭受法國人的敵視。這使她高度依賴黎塞留留下的官僚團隊，特別是繼任的紅衣主教馬薩林，才能壓下叛服無常的法國貴族

1642年馬薩林成為法國的樞機兼首席大臣後，繼續黎塞留的中央集權政策，並進行對西班牙作戰的三十年戰爭。1643年法國獲得羅克魯瓦戰役大勝，西班牙陸上霸權被法國摧毀，十五萬的法軍馳騁疆場，佔領大片西班牙與德意志諸侯的土地，替馬薩林的掌政，建立了初步的威信。
但是馬薩林為了戰費需要，強化黎塞留的重稅高壓與賣官政策，又碰上1640年代連場天災造成的歉收與暴動，使得法國人民的不滿持續飆升。因為攝政太后奧地利的安妮與義大利籍的馬薩林都是外國人，加上馬薩林奢華的作風對比清廉求實效的黎塞留，使得各種不滿很容易就集中在他頭上，攻擊他的流言甚囂塵上。流言指控他是太后的情夫、兩人打破倫理規範，已經秘密結婚的傳聞，隨著對攝政團隊的不滿而深入人心。這嚴重傷害太后奧地利的安妮與馬薩林的威信和形象，並讓意欲奪權的高等法院（穿袍貴族）和軍事貴族（佩劍貴族）蠢蠢欲動。終於在1648年8月，投石黨之亂（1648年－1653年）正式爆發。這場叛亂兼內亂嚴重削弱法國的國力，軍力從十五萬衰退到五萬多，同時也造成社會的大混亂。

### 投石黨運動（1648-1653年）

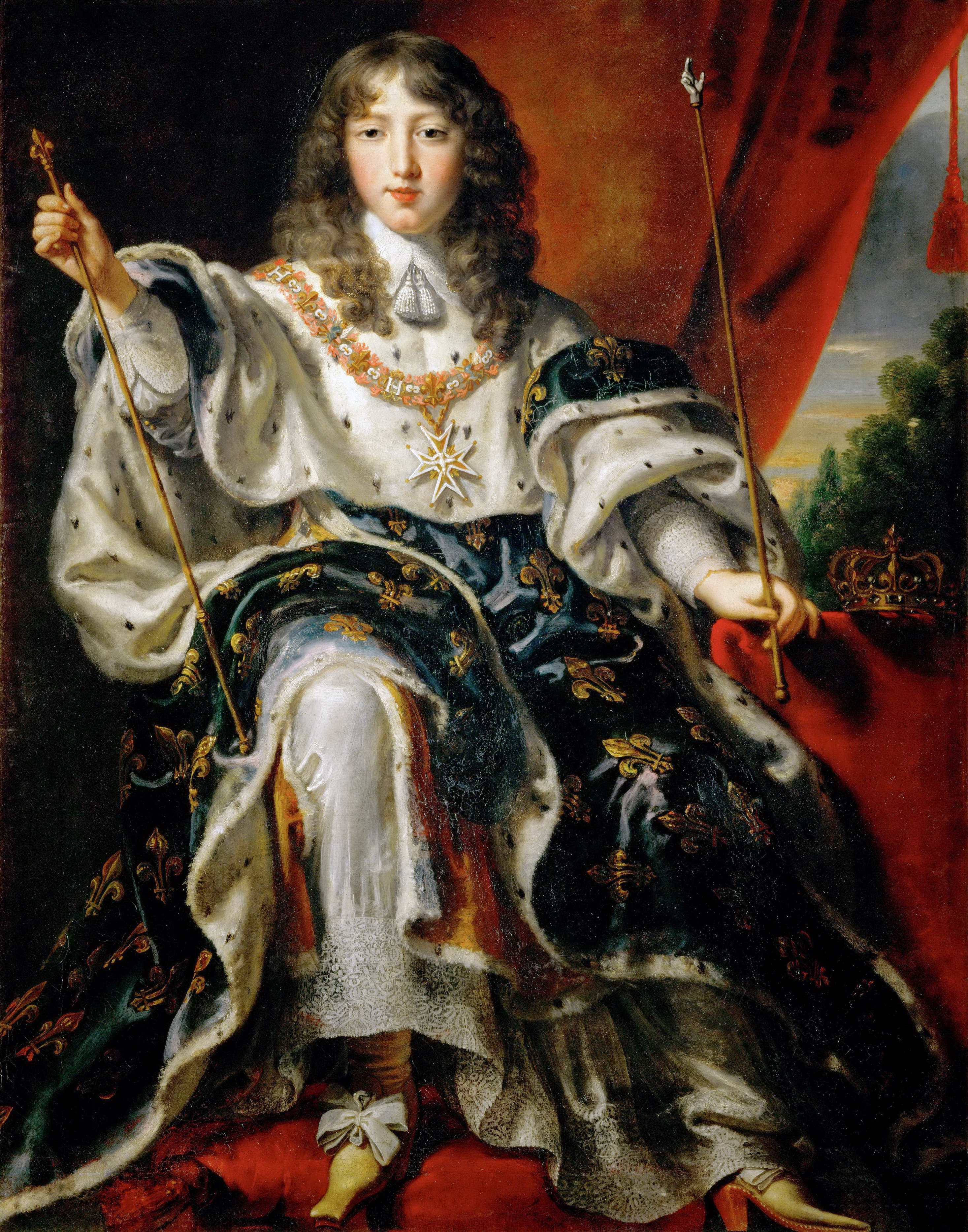
幼年的路易十四（1638年－1715年）。他在歷經投石黨運動之後，對反叛中心巴黎產生長期的不信任感，故在成年後決定移居凡爾賽

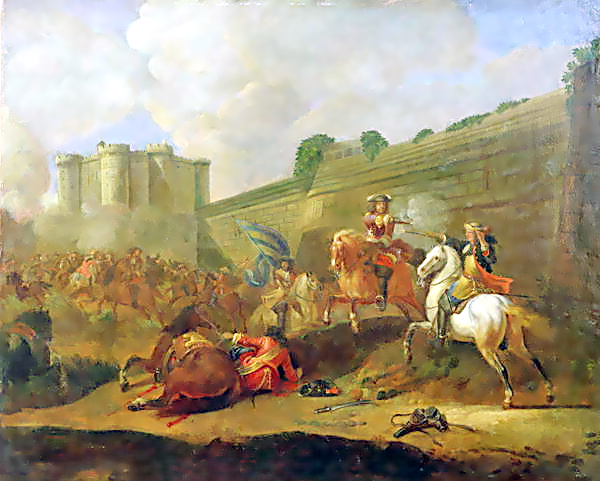
投石黨運動高潮時，保王軍圍攻巴黎的畫面

三十年戰爭持續至1648年初，各國都深切感受到戰爭帶來的深重創傷。神聖羅馬帝國人口因戰爭而劇減三分之一，瑞典、荷蘭等國因龐大的陸軍支出而陷入危機。在法國，戰爭使國庫早已無比空虛。馬薩林繼續黎塞留打壓貴族的措施，且試圖將龐大的戰爭開支轉嫁到中產階級、世襲法官以及農民的頭上，加之其本人的奢華貪婪與對公共內政的忽略，引起社會上廣泛的不滿。是年4月，馬薩林下令，以一次性免收稅務的方式抵消巴黎高等法院世襲法官的四年俸祿，衝突終於爆發。受到英國議會為爭取自身權利而向查理一世開戰的鼓舞，一個月後（5月），巴黎最高法院聯合全國法院向馬薩林發難，要求進行改革、大幅減稅、整肅腐敗與擴大法院職權。
首相的反擊是突然逮捕運動領導者，但這進一步激怒了人民。8月26日，巴黎高等法院鼓動市民進行武裝暴動，並要求處死馬薩林。由於叛軍廣泛使用投石器（Fronde）作為武器，故這次暴動被稱為第一次巴黎高等法院投石黨之亂（The First Fronde），又稱法院投石黨之亂（Le Fronde Parlementaire）。在此情形下，馬薩林護佑著太后安娜與年幼的國王逃離巴黎，並火速走上外交談判桌，希望儘快結束對外戰爭，全力平息暴亂。他以較寬大的條件（放棄部分戰果）換取對神聖羅馬帝國的穩定和平，讓法軍盡可能的回調，應付國內危局。他把從德意志占領的不少領土，歸還各諸侯（包括洛林與大部分的巴伐利亞領土），但保留亞爾薩斯等重要領土。結果在1648年10月24日與各國簽訂了威斯特伐利亞和約，結束三十年戰爭。
但是因為落敗在即的西班牙，決定乘投石黨叛亂，以及修訂和約、戰線收縮（西班牙在1648年承認荷蘭獨立，結束八十年戰爭）的良機，繼續與法國作戰，使得法國一時間內外俱困。西班牙利用法軍回調的機會，收復失土、平定內部大叛亂（加泰羅尼亞和那不勒斯之叛），再回頭拼死和法國作困獸之鬥。這導致法國原本稱霸在即的事業，被迫暫時中斷，並帶來數年內無止境的衰頹。

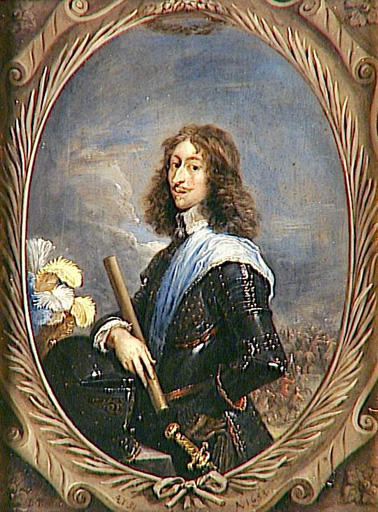
「大孔代」親王路易二世·德·波旁，是貴族投石黨的首要領導人；後來在投石黨運動失敗後，投靠西班牙並領軍和法國作戰，一直到1659年法西戰爭結束後，才被路易十四赦免而重回法國效力

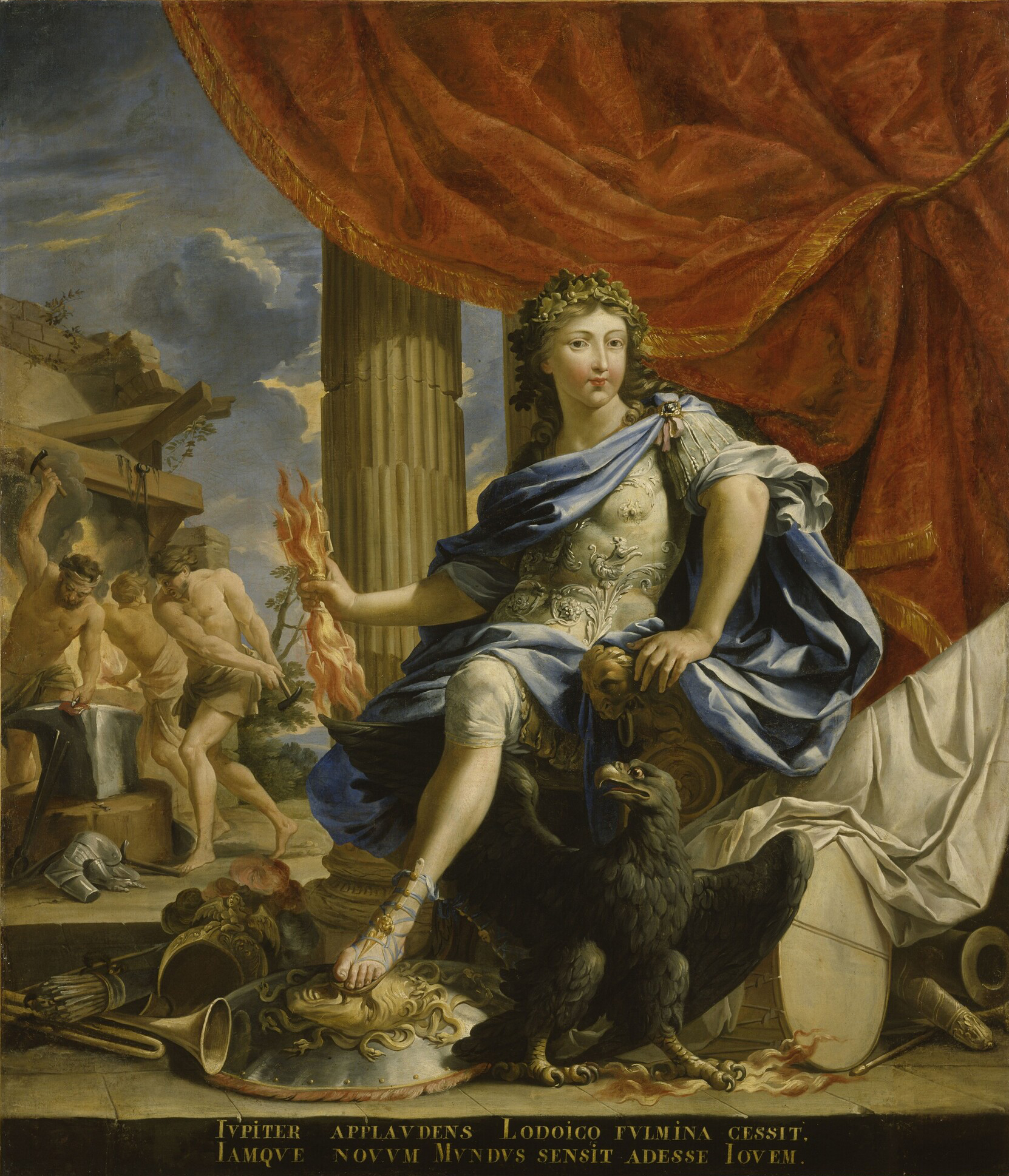
少年的路易十四，被描繪成征服投石黨叛亂的朱比特神

儘管馬薩林調回大孔代親王的大軍圍攻巴黎城，平定巴黎暴動，使得1649年第一次投石黨之亂以《呂埃耶和約》的締結而結束；但緊接著在1650年發生的、由於大孔代親王居功自恃，加之貴族與外國勢力（西班牙）干涉而爆發的第二次內亂，即貴族投石党之亂（Le Frondedes nobles），在法國國內卻一直持續了兩年多，路易十四母子再度逃離巴黎。1651年，馬薩林再次用以退為進的手法，宣布自己引退流亡，讓投石黨的權貴們再度陷入內鬥；並利用路易十四（虛歲十六）的神聖君權，在1652年底讓厭倦大孔代「暴政」與投石黨內鬥的巴黎市民，以歡欣鼓舞的心情迎接路易十四母子重返巴黎，重建中央集權的王室政府。1653年初路易十四認為政局已穩，下詔調回馬薩林，重新委以大權。至此，投石黨運動完全結束，大孔代流亡西班牙並成為西班牙大將，而馬薩林在國內建立屹立不搖的權力體系。

### 對西班牙的戰爭（1635-1659年）
投石黨暴亂結束後，馬薩林在1653年任命富凱為財政總監，努力恢復政府的信用，並大量減稅，奉行有利於教士顯貴、法院法官的稅收政策，以緩解撫慰他們對專制王權的不滿；連帶後果就是國力持續衰退，與西班牙的苦鬥無法解決。
雖然法軍名將蒂雷納子爵在戰爭中數次挫敗西班牙陸軍，但兩個體量相當的龐大帝國在戰爭中始終無法徹底擊敗對手，直到在1658年的沙丘戰役法國獲得關鍵性的勝利，並成立萊茵同盟。
法西戰爭的過程就像現代歷史學者保羅·甘迺迪所形容：「在1648年《威斯特伐利亞和約》以後的法、西11年戰爭中，兩個對手就像被打得昏頭昏腦的拳擊手一樣，在幾乎耗盡體力的情況下，互相緊緊抓住對方，而不能將另一方打倒。雙方都遭受國內叛亂、普遍貧困化和厭戰情緒的折磨，也都處於財政崩潰的邊緣。」
一直到1659年，法國才徹底擊敗西班牙，簽訂《比利牛斯條約》確認勝利，西班牙將阿圖瓦和魯西永割讓給法國，並承諾在隔年將王室公主嫁給路易十四，但公主不得繼承西班牙王位；法國重新稱霸歐洲，大步邁進（埋下1667年－1668年「產權轉移戰爭」的伏筆）。

### 施政風格與遺產
馬薩林精明強幹、勤於治國，待人謙卑柔和、有禮寬容。當政初期，他讓許多苦於黎塞留高傲嚴酷作風的法國貴族，感到輕鬆舒適。但是謙卑易生輕慢，到1648年投石黨運動爆發後，更從輕慢轉為鄙視。一方面是因為面對叛亂時，他狡猾虛偽的兩面性格徹底曝露，譬如他常常用以退為進的手法，假意宣稱他已引退流亡，讓投石黨的政敵們幾次陷入自亂陣腳的內鬥中，讓他最後獲勝；一方面是他在1653年獲勝後，為了附庸風雅、贊助藝術而貪腐斂財（雖然稅額比起1648年前已大幅降低）。他讓自己的家族成員錦衣玉食，特別是他的姪女們各個穿金戴銀。他曾送給姪女一串項鍊，在當時屬於最昂貴的珠寶之一；但是他對官員和下屬卻一毛不拔、頗為吝嗇，所以被形容是「容易寬恕敵人的過錯，但也容易忘記給自己人好處」。他死後留下5000万里弗的遗产，相当于当时法国半年多的徵稅數字（1661年總稅額8100萬里弗，但王室實收3100萬里弗）；如果加上其收集的难以估价之艺术品，根據伏尔泰略微誇大的推估，馬薩林实际遺產總共2亿里弗（這些遺產後來幾乎都被路易十四沒收充公）。
對比當時多數法國人在天災與戰亂下的窮困生活，馬薩林的貪腐變成千夫所指、大加痛恨的對象。1648年後的法國海軍部更因為稅收大減、預算被挪用至陸軍，以及馬薩林的中飽私囊，使得海軍的年度經費下降到1640年代初的六分之一（五十萬里弗）。這讓船艦因無力維修而朽壞，嚴重傷害剛有起色的法國海權，並使馬薩林的重商主義政策難有所成，也抑制了海外商貿的發展。
不過馬薩林卻一直得到太后的寵信與青少年路易十四的敬愛。即使馬薩林調走路易的初戀與摯愛少女——奧林佩·麥西尼（馬薩林的姪女）、安排路易在1660年和西班牙公主瑪麗亞·特雷莎結婚，替法國謀取未來的重大利益（導致「產權轉移戰爭」與西班牙王位繼承戰爭），路易十四仍然對他親重信賴。所以馬薩林一直到臨終，都掌握著國家大權。1661年馬薩林因病過世之後，巴黎的市民欣喜若狂，沿路向馬薩林的主治醫生蓋諾（Guenor）致敬，並高呼說：「快给这位(醫生)大老爷让路，他是杀死马萨林的大英雄！」
馬薩林擅長外交與談判，替法國獲得許多外交果實，但因為他的貪婪與寬縱貪官，促使法國的財政瀕臨崩潰；他又缺少前任宰相黎塞留的偉大綜合能力，使他總有處理不完的強勢敵手（包含國內政敵與外國對手），必須焦頭爛額、竭盡心智才能勉強應付，脫離困局。他留下最正面的遺產，是他知人善任而提拔的出色人才，其中以財經天才柯爾貝、軍事天才蒂雷納子爵、治軍天才盧福瓦侯爵最為知名。馬薩林死前曾對路易十四說：「陛下，我對您虧欠不少，但我把柯爾貝留給您，足以彌補一切」。後來預言成真，柯爾貝替路易十四建立稱霸歐洲的經濟基礎。

## 死亡與評價
1661年馬薩林病逝，死前密矚路易十四要親自掌權、不再任命首席大臣。敬愛馬薩林的路易十四不但心領神會，之後還反將一軍說：「如果他(馬薩林)再活下，我都不知道如何處置他了！」（似乎是路易為了塑造自己英明獨斷的形象而刻意這樣說）。
如同前任的黎塞留，馬薩林也是一個爭議性極高的政治人物，對他的正反評價一直存在，但總體來說，他的才能與評價，比起一代奸雄黎須留要遜色許多。譬如說，伏爾泰暗示他是一個才能平庸、判斷精明與運氣絕佳者。又舉例來說，大仲馬在小說中描寫黎塞留，說他狡诈而雄才伟略，将一切掌握在手中；马萨林则是狡猾而虚伪做作，还被主角们戏虐了一番；如同小說中所稱，馬薩林作為「那位偉大人物(即黎塞留)的影子」（參見大仲馬的《二十年後》），他的悲哀在於前任過於出類拔萃，使他窮盡心力卻黯然失色。
造成如此的原因至少有二：也許是他個人的不利條件比黎塞留要差上許多（身為外國人且主張宗教寬容，不符合當時潮流），也可能是他面對的環境比黎塞留更為艱困所導致（幼王寡母兼國力耗竭）。總之，兩位「紅衣」宰相雖然都遭到民眾厭惡，但是法國人畏懼黎塞留，卻鄙視馬薩林，無形中說明兩人手腕的高下之別。也因此，黎塞留的偉大成就，硬是比馬薩林多上許多。也許馬薩林最傑出的成就，是他對幼年的教子——路易十四，實行孜孜不倦的慈愛教誨，最後成功把路易十四培育成一位偉大的君王(「太陽王」和「路易大帝」)。

## 執政年表
- 在外交和軍事方面，強調繼續反對哈布斯堡王朝，介入三十年戰爭。
  - 1648年，威斯特伐利亞和約，法國佔領凡爾登、梅斯和阿爾薩斯地區。
  - 1659年，與克倫威爾的英國聯盟，擊敗西班牙，並與其簽署比利牛斯條約，將阿圖瓦和魯西永轉讓給法國。
  - 1660年，實現路易十四和西班牙公主瑪麗·泰蕾茲的政治婚姻，讓法國未來可用索取嫁妝的名義，「合法」攻取西班牙領土（於是有1667-1668年的「產權轉移戰爭」），甚至讓路易的子孫繼承快將絕嗣的西班牙哈布斯堡王朝。（參見西班牙王位繼承戰爭）
- 內政方面，由於持續的戰爭，向人民徵收重稅，導致投石黨運動（1648年至1653年）的事件。但他利用此一事件平息叛亂的內部分歧，並破壞貴族的勢力，使得王權強化，君權神授觀深入民心。
- 在財經方面，實施重商主義，但因為缺乏足夠的海軍配合，成效不彰；中期因為投石黨之亂而被迫大幅減稅，雖然緩和民怨，但使政府入不敷出而運作崩潰。